# Glacier de la Chiaupe
Le glacier de la Chiaupe est un glacier de France situé en Savoie, dans la massif de la Vanoise, au pied du sommet de Bellecôte. Il est intégré au domaine skiable de la Plagne des années 1970 à 2023, date à laquelle les remontées mécaniques qui l'équipent sont démontées à la suite de sa fonte prononcée depuis les années 1980.

## Géographie

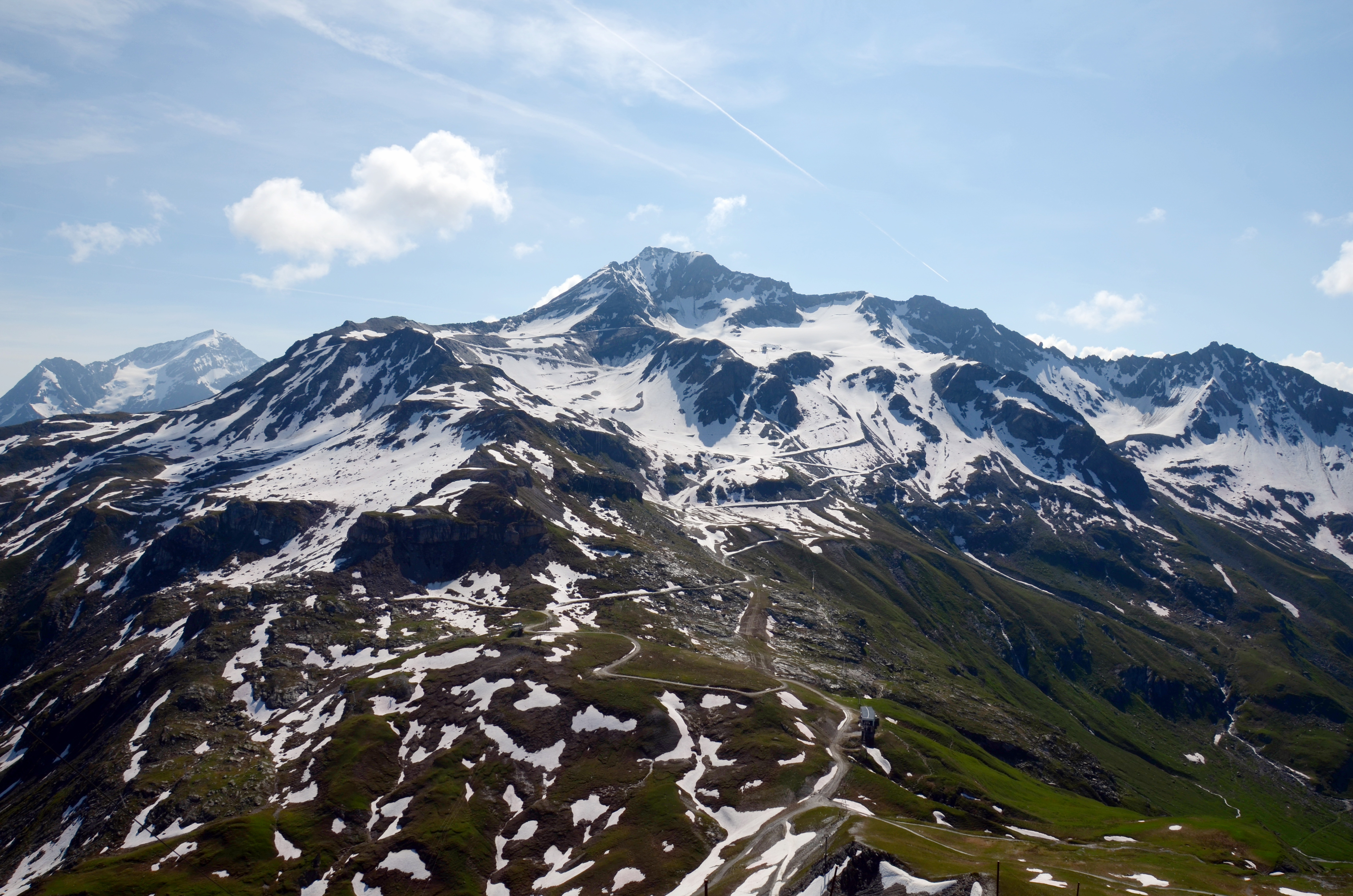
Vue en juillet 2013 depuis la roche de Mio à l'ouest du sommet de Bellecôte avec le glacier de la Chiaupe à ses pieds à droite.

Le glacier de la Chiaupe se trouve dans le centre-est du département de la Savoie, dans le massif de la Vanoise, au-dessus de la vallée de la Tarentaise. Il fait partie des sept petits glaciers qui couvrent les pentes du sommet de Bellecôte qui s'élève à 3 417 mètres d'altitude : les glaciers de la Chiaupe et de Bellecôte sur sa face occidentale, le Gros glacier sur son adret, les glaciers de Pépin et des Pichères sur sa face orientale et les glaciers du Midi de Bellecôte et du Cul du Nant sur son adret. Le glacier de Bellecôte se trouve immédiatement au nord de celui de la Chiaupe et celui du Cul du Nant immédiatement à l'est. Avec le glacier de Bellecôte situé juste au nord, il se trouve sur le territoire communal de Champagny-en-Vanoise mais intégré au domaine skiable de la Plagne qui se trouve majoritairement sur le territoire communal de la Plagne Tarentaise.
Le glacier naît à environ 3 200 mètres d'altitude, parcourt 500 à 600 mètres en direction de l'ouest avec un front glaciaire à une altitude d'environ 3 000 mètres et comportant une grotte de glace creusée à des fins touristiques,. Il repose sur des arkoses paléozoïques antérieurs au Permien qui forment le sommet de Bellecôte et qui constituent le socle du massif de la Vanoise. De la fonte et du retrait de son front glaciaire se sont créés quatre petits lacs autour de l'ancienne gare d'arrivée de la télécabine de Bellecôte. Les eaux qui s'en échappent forment le ruisseau du Glacier qui conflue après quelques centaines de mètres avec d'autres torrents qui finissent dans le Doron de Champagny, affluent du Rhône via le Doron de Bozel et l'Isère.

## Histoire

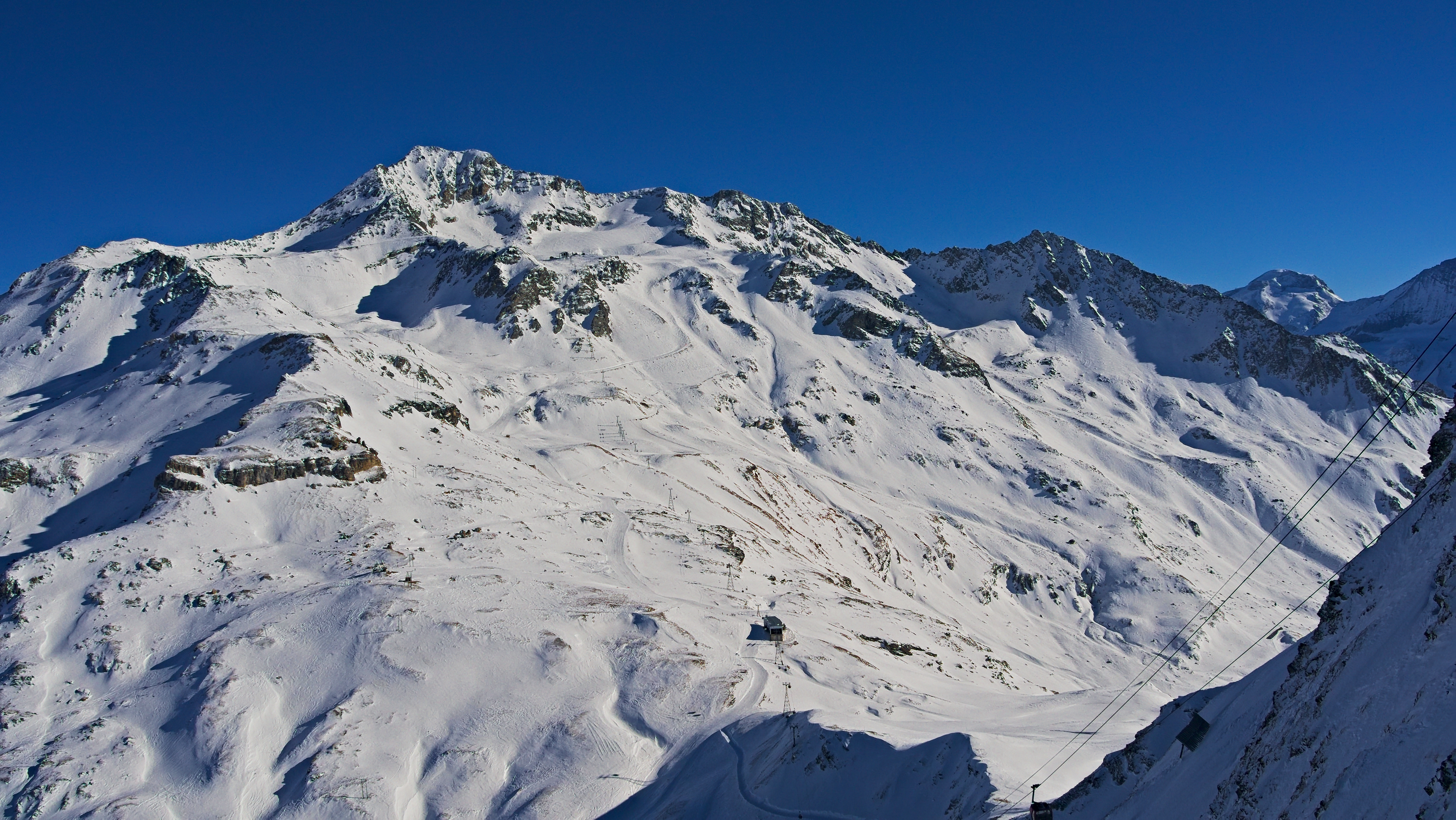
Vue en janvier 2017 du sommet de Bellecôte avec le glacier de la Chiaupe à ses pieds à droite, accessible par la télécabine de Bellecôte, depuis la roche de Mio à l'ouest.

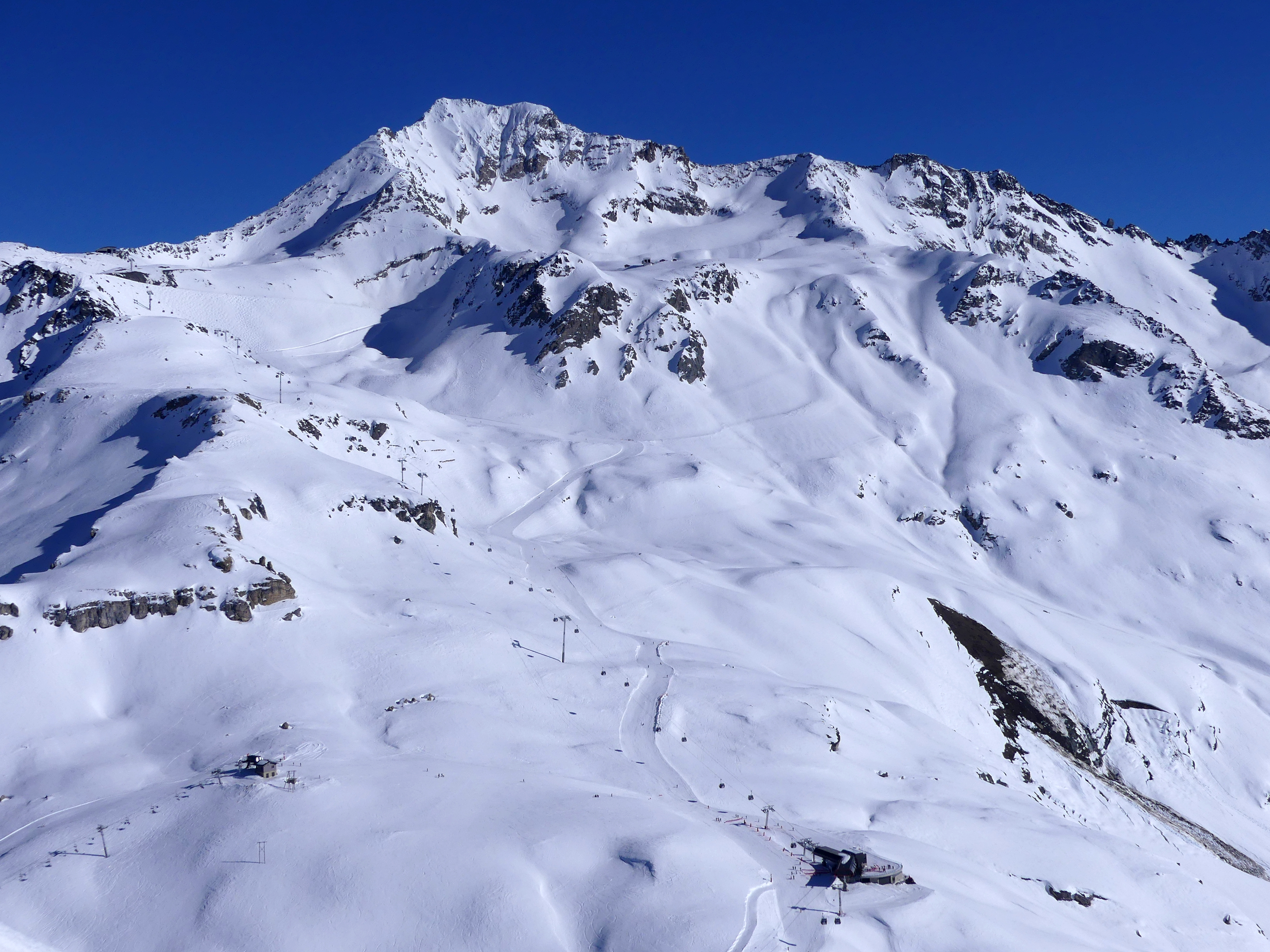
Sommet de Bellecôte et la nouvelle télécabine Glaciers contournant le glacier de la Chiaupe, en 2024.

La station de sports d'hiver de la Plagne nait au début des années 1960 lorsque les deux premiers téléskis construits sur l'ubac de la Grande Rochette au niveau des chalets d'alpage de la Plagne et de la Lovatière (2 000 m) entrent en service le 22 décembre 1961. Durant les dix années suivantes, la station se développe rapidement au point que les sommets de la Grande Rochette (2 508 m) et de la roche de Mio (2 737 m) sont atteints par les remontées mécaniques. La télécabine de Bellecôte relie la roche de Mio au pied du glacier de la Chiaupe à 3 030 mètres d'altitude en 1975. Un télésiège et trois téléskis sont ensuite implantés directement sur le glacier ou à ses abords immédiats — un autre télésiège construits bien plus bas au chalet de Bellecôte — pour desservir dès la fin de l'année 1978 six pistes de ski ainsi que des itinéraires de ski hors piste en direction de Champagny-en-Vanoise au sud-ouest ou Montchavin-les Coches et Peisey-Nancroix au nord. En 1979, le ski d'été complète la pratique des sports d'hiver sur le glacier. Il faut alors compter un temps de trajet de 40 minutes en remontées mécaniques depuis le centre de la station pour gagner le sommet du domaine skiable situé dans une zone montagneuse beaucoup plus en altitude, plus sauvage — la zone cœur du parc national de la Vanoise créé en 1963 est situé à un peu plus de deux kilomètres au sud-est — et plus technique d'un point de vue sportif que les abords de la station.
Avec la fonte prononcée du glacier à partir des années 1980 — recul de 200 mètres de la position du front glaciaire et 40 mètres d'épaisseur en moins depuis les années 1950 dont 10 mètres d'épaisseur en moins entre la canicule européenne de 2003 et 2006 —, la pratique du ski d'été devient de plus en plus incertaine. Les téléskis installés sur la glace sont progressivement démontés à partir de 1996 et remplacés en 2003 par le télésiège du Glacier. Cette nouvelle remontée ne fonctionnera cependant qu'une seule fois en saison estivale, le ski d'été étant abandonné à la Plagne en 2004 en raison du faible enneigement sur un glacier déjà mis à mal par la canicule européenne de l'année précédente. Cette mauvaise configuration climatique et glaciaire n'empêche pas toutefois la création d'une grotte de glace accessible aux visiteurs dans le front du glacier depuis l'été 2005. D'une longueur de 150 mètres et s'avançant de 80 mètres à l'intérieur du glacier, elle est taillée à la main et comporte des sculptures de glace que viennent admirer 30 000 visiteurs par an. Les mouvements du glacier étant minimes, elle n'est pas recreusée chaque année mais simplement retaillée si besoin et les sculptures rafraîchies.
Le réchauffement climatique entraîne au début du XXIe siècle un fort recul de son front glaciaire, un important amincissement de la masse de glace et une fonte du pergélisol avec des écroulements importants sur la glace et les pistes,. Également confrontée au problème d'une télécabine de Bellecôte vieillissante nécessitant son rapide remplacement et une érosion de la fréquentation sur le glacier — 1 % des skieurs de la Plagne —, la station fait alors le choix de quitter ce secteur de montagne en abandonnant le ski sur les glaciers de la Chiaupe et de Bellecôte après une dernière saison durant l'hiver 2022-2023,. Ainsi, 9 bâtiments, 35 pylônes et 2 430 mètres de câbles aériens disparaissent au cours de l'été 2023 aux abords du glacier : les télésièges du Glacier et de la Traversée sont démontés et la télécabine de Bellecôte en partie déplacée avec la relocalisation de la gare d'arrivée du deuxième tronçon déplacée au nord au pied du glacier de Bellecôte pour devenir la télécabine des Glaciers. Avec la suppression de ces remontées mécaniques et d'une partie de leurs pistes de ski associées — soit trois pistes —, le sommet du domaine skiable passe ainsi de 3 250 à 3 050 mètres d'altitude et la pratique du ski sur glacier disparaît totalement de la station dont le domaine skiable est réduit de neuf hectares,.

## Activités
Outre le ski alpin hivernal entre 1978 et 2023 et le ski d'été entre 1979 et 2004, le glacier de la Chiaupe est également parcouru par deux itinéraires de ski de randonnée — au départ de Pra Premier au-dessus de Peisey-Nancroix au nord-ouest ou de Champagny le Haut au sud-ouest — qui se rejoignent sur le glacier pour franchir son arête rocheuse supérieure permettant de basculer sur le glacier du Cul du Nant à l'est et gagner ensuite le sommet de Bellecôte,.
Les abords du glacier sont accessibles à pied en période estivale par des itinéraires de randonnée depuis le secteur de Peisey-Nancroix via Pra premier au nord-ouest, celui de la Plagne via la roche de Mio à l'ouest ou celui de Champagny-en-Vanoise via les alpages de la Chiaupe ou de la Vélière au sud-ouest,. Tous ces itinéraires se rejoignent au col de la Frête ou de la Chiaupe à 2 492 mètres d'altitude à l'ouest du glacier où les sentiers laissent placent à la piste de ski « la Combe » aménagée dans la montagne pour gagner le front du glacier,. Au-delà, la haute montagne impose des équipements d'alpinisme afin de gagner le sommet de Bellecôte, les sentiers y étant inexistants. Directement depuis la station de Belle Plagne ou depuis les gares intermédiaires de la roche de Mio ou du col de la Frête, les télécabines de la Roche de Mio et des Glaciers permettent également de gagner le glacier en hiver comme en été,. Les visiteurs peuvent y trouver un restaurant d'altitude, une table d'orientation, des explications sur la faune, la flore et la géologie locale ainsi qu'une grotte de glace taillée dans le glacier,.